# Adolf Müller
Adolf Müller, Zagreb 1857. - Zagreb 1932., poduzetnik i tvorničar.

## Životopis
Rođen je u siromašnoj zagrebačkoj židovskoj obitelji s puno djece. Adolf
iako sposoban nije mogao pohađati dobre visoke škole. Završivši pučku školu izučio je bačvarski i stolarski zanat. Kao 25-godišnjak oženio se s Fanikom, rođenom Mülhofer iz Krapine. Iz Zagreba odlazi u Josipdol kod Ogulina, gdje otvora dućan mješovite robe i gostionicu. 
Za godinu dana Müllerov je kapital iz Ogulina bio dovoljan da u Zagrebu preuzme zapuštenu trgovinu “Zlatni zvon” u Ilici 112. Müller je bio izuzetno poduzetan i motiviran, te je ta trgovina u kratkom vremenu postala jedna od najboljih od “nekadašnjeg starog zagrebačkog malog placa pa sve do pivovare”. Punih 25 godina vodio je svoj dućan, a usput je počeo trgovati ugljenom i ciglom.  Osnovao je tvornicu cigle u Črnomercu, ciglanu u Baniji kod Karlovca, a zatim je udario temelje popularnim „Müllerovim ciglanama u Kustošiji”.
U Kosovskoj Mitrovici ima rudnik, a 30-tih godina preuzima dvorac i imanje Vranyiczany u Bedekovčini. Adolf ima dva sina Alfreda i Lea.
Nakon Adolfove smrti imovina se dijeli dvojici sinova.

### Ulaganje u kulturne objekte
Adolf Müller je svoj trgovački tvorničarski kapital ulagao u kulturu grada te je već 1913. godine sagradio  “Helios kino” (danas kazalište Gavella) u Frankopanskoj ulici.
Nakon toga je u jedno poduzeće udružio kinematografe “Helios”, “Apolo” i “Union”, te filmski zavod “Urania”.
Šest godina kasnije kupio je stambeno-poslovni kompleks u Samostanskoj (Varšavskoj) i Marovskoj (Masarykovoj) ulici. Nije bio zadovoljan postojećim stanjem kina Ćirilometodskih zidara, srušio ga i gradi novo moderno „Balkan-kino” danas kino Europa.
Brigu o gradnji kina Adolf je u potpunosti prepustio sinovima. Arhitekt Srećko Florschütz (1882. – 1960.) je od braće Müller 1924. godine dobio zadaću projektirati dvije zgrade, između njih smjesti zgradu kinokazališta Balkan i stambenoposlovnu jednokatnicu s mansardom. Arhitektonski nacrt Srećka Florschütza rađen je pod naslovom “Kino Balkan i trgovačko-stambene zgrade Alfreda i Lea Müllera”. Kino je otvoreno 8. travnja 1925. svečanom projekcijom domaćeg filma “Dalmacija, zemlja sunca” i stranog “Nibelunzi”.

### Slom obitelji
Alfred nakon smrti oca dobiva kino Balkan i donjogradski blok Masarykova – Varšavska s tadašnjim Balkan prolazom (danas Miškecov prolaz), a Leo ciglanu u Kustošiji i blok zgrada u Frankopanskoj i Dalmatinskoj ulici.
Alfred Müller, rođen 1888. Završio je visku tehničku školu u Beču i posvetio se kinematografiji. Sa surugom Klarom (rođ. Hafner) odgaja dvoje djece: Evelinu i Alana.
Leo Müller, rođen 1894. Sudionik je I. svjetskog rata, član Narodnog vijeća Države SHS (Države Slovenaca, Hrvata i Srba). Sa suprugom Nadom (rođ. Španić/Spitzer) ima tri sina: Marijana, Rajka i Branka. U Frankopanskoj ulici sredinom 30-tih osniva kemijski laboratorij koji vodi supruga Nada s još nekoliko stručnjaka, u cilju osnivanja ekonomije u Kustošiji (Müllerov brijeg) s breskvama i jagodama. Unapređuje rad ciglane u Kustošiji. Ispred tvornice daje sagraditi crkvu.
1938. zbog političke situacije u Hrvatskoj i antisemitizma u društvu kao posljedica nacističke propagande, Mülleri prelaze na katoličku vjeru i postaju Mileri.
Alfred Miler 1939. prodaje cijeli kompleks u Varšavskoj i Marofskoj ulici poduzetnicima Anti i Olgi Topić iz Zagreba. Obitelj iste godine šalje djecu na jug Francuske, a zatim i sami odlaze na jug Francuske. Gestapo uhićuje roditelje koji završavaju u logoru. Evelina se skriva kod prijatelja, a Alan završava u Pokretu otpora. Oca deportiraju 1944. u Dachau gdje je ubijen 1945. godine. Supruga Klara i kćer Evelina nakon rata odlaze u Ameriku, dok sin Alan Miler (1927.) ostaje u Zagrebu radeći kao ekonomist i pravnik. Uspostavom Republike Hrvatske Alan traži povrat imovine u Bedekovčini.
Leo Miler 1939. sa suprugom i dvoje sinova Marijanom i Rajkom odlaze u London, dok treći sin Branko odlazi s guvernatom u Kosovsku Mitrovicu. Leo se vraća u Zagreb, ali je odmah po uspostavi Nezavisne Države Hrvatske uhićen, deportiran u zatvor Kerestinec, a potom 1941., ubijen u Jasenovcu. Nada se nakon rata vraća u Zagreb, prikuplja dokumentaciju za povrat dijela imovine. Najstariji sin Marijan potkraj 40-tih odlazi u Izrael. Rajko i Branko žive s majkom u Zagrebu i vrsni su športaši. Branko po završetku Fakulteta za fizičku kulturu u Zagrebu odlazi u Njemačku i profesor je atletike u Freiburgu.